# Jean-François de Gondi
Jean-François de Gondi (ur. 1584 w Paryżu, zm. 21 marca 1654 tamże) – pierwszy arcybiskup Paryża. Na tronie biskupim zasiadał w latach 1622 – 1654.
Pochodził z możnej rodziny książąt Retz. Był synem marszałka Alberta de Gondi oraz bratem Henryka de Gondi – biskupa Paryża i swego poprzednika. Sakrę biskupią przyjął 19 lutego 1623. Tron arcybiskupi przekazał zaś swojemu bratankowi – kardynałowi Retz.
8 kwietnia 1632 sprzedał domenę wersalską królowi Ludwikowi XIII za 60 tys. liwrów.